# Obarza zernyi
Obarza zernyi là một loài bướm đêm trong họ Noctuidae.